# Етнографски комплекс „Драсова и Рашова къщи“
Етнографски комплекс „Драсова и Рашова къщи“ е обект на Регионалния исторически музей в Ловеч.

## Местоположение
Намира се в Архитектурно-историческия резерват „Вароша“ на Ловеч. Състои се от 2-те съседни Драсова къща и Рашова къща.

## Драсова къща
Строена е в първата половина на ХIХ в. Тя е сред най-типичните за района и запазени в архитектурно отношение сгради. Притежание е на известния ловешки възрожденски род Драсови.
Експозицията пресъздава домашната уредба на заможно търговско семейство, характерна за градския бит под западноевропейско влияние от края на ХIХ и началото на ХХ в.
В отделните стаи на жилищния етаж са показани всички, характерни за ловешката къща, битови елементи. Може да се види характерната печка „джамал“. Направена е така, че да се пали от едната стая, а да топли 2 стаи. В хола се вижда същата смесица между европейски и ориенталски стил-до миндера, покрит с шарени черги, са разположени виенските столове, мебели и руски самовар.
В спалнята има огромен одър, на който е спяло цялото семейство. Булчинската стая е изцяло обзаведена с облекло, виенски мебели и немски порцелан. В най-долното ниво на къщата се помещава винарната. Изложени са кошове за грозде, т.нар. кораб за събиране и тъпкане на грозде, големи бъчви, където е било наливано вино.

## Рашова къща
Тя е от близък архитектурен тип. Строена е около 1835 г. Завещана е на Регионалния исторически музей от собственика ѝ Ненчо Рашев, известен културен деец, музикант и събирач на народно творчество.
Експозицията отразява домашния бит и култура на средно заможен ловешки интелигент от първата половина на ХХ в. Кухнята е с висока маса, европейски столове, съдове от порцелан, настолни лампи, детско люлеещо се кошче, немски часовници и др. Интересни са кърпите с поздравителни надписи.
В холната стая може да се види традиционното градско облекло на дамите с техните неизменни шапки и чадърчета. Показани са домашни занаяти, упражнявани от членовете на семейството. Експонирано е характерно за времето облекло на жените и девойките. В работния кабинет на домакина са изложени лични вещи, музикални инструменти и библиотеката на дарителя.